# Astragalus anserinus
Astragalus anserinus är en ärtväxtart som beskrevs av N.Duane Atwood och Al. Astragalus anserinus ingår i släktet vedlar, och familjen ärtväxter. Inga underarter finns listade i Catalogue of Life.